# Tremerje
Trémerje so naselje ob jugozahodnem delu Celja. V Tremerjah je ob desnem bregu reke Savinje osrednja čistilna naprava za celotno mesto Celje, ki so jo odprli leta 2004.

## Prebivalstvo
Etnična sestava 1991:
- Slovenci: 103 (100 %)